# Prêmio Brasil Paraolímpico 2010
Prêmio Brasil Paraolímpico 2010 foi a terceira - e última - edição do Prêmio Brasil Paraolímpico, que homenageia grandes figuras esportivas do país que se destacaram naquele ano

## Vencedores
Melhor atleta masculino
- Jonathan Santos

Melhor atleta feminino
- Edênia Garcia

Revelação Masculina
- Jeferson Amaro

Revelação Feminina
- Joana Neves

Melhor equipe
- Seleção Brasileira de Bocha

Melhor atleta-guia
- Laércio Martins (Lucas Prado)

Melhor oficial técnico
- Murilo Barreto

Melhor técnico
Marcos Rojo (Natação)
Melhor reportagem de TV
TV Globo – Renato Peters
Melhor Reportagem de texto
- Estado de São Paulo – Bruno Lousada

Melhor Fotografia
- Saulo Cruz

### Homenageados
- A UNP e o Pólo Desportivo de Natal, também foram citados na cerimônia, sendo premiados por sua importância no desenvolvimento do esporte paraolímpico no Brasil.
- Marcelo Collet, primeiro atleta paraolímpico do mundo a atravessar o Canal da Mancha, ganhou o prêmio especial da noite por ter superado as águas geladas daquela que é considerada a mais difícil travessia em águas abertas.
- Aldo Miccolis, um dos fundadores do movimento paraolímpico no Brasil, e que faleceu em 2009.